# Kenguru-szigeti emu
A kenguru-szigeti emu (Dromaius baudinianus) a madarak osztályának struccalakúak (Struthioniformes) rendjébe, az emufélék (Dromaiidae) családjába tartozó faj volt.
A Kenguru-szigeten és Dél-Ausztráliában élt emuféle kicsit nagyobb volt, mint a szintén kihalt fekete emu. Az összes ismert forrás Párizsban egy csontváz és Genfben egy bőrdarab, ami a feltételezések szerint egy példányától származik. Az Adelaide-i múzeum egy rekonstruált ábrán mutatja be.
1827-ben halt ki; kihalásának oka a vadászat és élőhelyének felégetése volt.